# Ein perfektes Leben
Ein perfektes Leben ist ein Psychodrama von Nicole Garcia aus dem Jahr 2002. Es entstand in französisch-schweizerisch-spanischer Koproduktion.

## Handlung
Nach außen hin lebt Jean-Marc Faure seit 15 Jahren ein perfektes Leben: Er ist mit der schönen Apothekerin Christine verheiratet und hat zwei Kinder. Er gilt als angesehener Kardiologe und arbeitet bei der WHO in Genf sowie in Dijon. In Wirklichkeit ist Faures Leben konstruiert: Aufgrund einer Erkrankung hat er die Prüfungen im zweiten Studienjahr der Medizin nie abgelegt, besuchte jedoch wie alle anderen weiterhin die Seminare. Da er als einer der Intelligentesten des Jahrgangs galt, nahm jeder an, dass er auch sein Studium abgeschlossen hat. Auch Faures Studienfreund Luc stellt sein Leben nicht infrage. Faures Alltag jedoch besteht im Verlassen des Hauses und anschließendem Umherfahren und Zeitvertreiben. Geld konnte er lange Zeit vorweisen, da er seinen Schwiegervater zu einem Anlagegeschäft überredet hat, das angeblich hohe Gewinne bringen soll. Als dieser für ein Hochzeitsgeschenk von dem investierten Geld 100.000 Francs abheben will, vertröstet Faure ihn mehrfach und schiebt sogar eine plötzliche Dienstreise nach Oslo vor, um Zeit zu gewinnen. Am Ende gesteht er ihm im gerade im Umbau befindlichen Haus, dass er das Geld nicht hat. Durch eine Unachtsamkeit stürzt sein Schwiegervater kurz darauf zu Tode. Geld erhält Faure in dieser Zeit, indem er sich vom Konto seiner Eltern bedient.
Kurz darauf ziehen Faure und seine Familie in ein neues Haus auf dem Land. Vor seinem Schwager behauptet Faure, dass das angelegte Geld vollständig vorhanden sei und bietet an, die Geldgeschäfte des verstorbenen Schwiegervaters in seine Hände zu legen. Der Schwager lehnt ab, weil er von Geldanlagen nichts versteht. Faures Freund Rémi trennt sich von seiner Frau Marianne und Faure beginnt ein Verhältnis mit ihr und macht ihr teure Geschenke. Er gesteht Luc den Seitensprung, obwohl er ihm eigentlich von seinem abgebrochenen Studium berichten will, und der ist empört. Kurze Zeit später trennt sich Marianne von Faure, weil er ihr zu depressiv ist. Seine Lage wird immer ernster und er rennt eines Tages wie irr durch den Wald, stürzt und verletzt sich. Er kehrt zu Christine zurück und behauptet, er habe sich mit einem Auto der WHO mehrfach überschlagen und komme gerade aus dem Krankenhaus. Als sie seine Geschichte nicht hinterfragt und stattdessen seine blutenden Wunden versorgen will, bricht er weinend zusammen.
Marianne bittet ihn eines Tages, eine höhere Summe Geld für ihn anzulegen, wie er es auch beim Geld seines Schwiegervaters gemacht hat. Er lehnt ab, doch lässt sie nicht locker. Von Mariannes Geld kauft Faure seiner Familie einen neuen, teuren Wagen. Als Marianne das Geld ausgezahlt haben will, vertröstet er sie auf Januar. Bald beginnt es in Faures Ehe zu kriseln: In der Schule der Kinder hat der Direktor eine Affäre mit einer Lehrerin begonnen. Weil er die Schule in den Augen der Eltern schlecht führt, wird unter den Eltern über seine Entlassung abgestimmt. Auch Faure stimmt für die Entlassung, behauptet vor Christine jedoch, sich als einziger für ihn eingesetzt zu haben. Christine startet daraufhin eine Petition für den Direktor und erfährt erst später von Luc, dass ihr Mann für die Entlassung war. Sie erkennt, dass er sie belogen hat. Zudem erscheint die Frau eines WHO-Mitarbeiters bei ihr und meint, dass Faure nicht im Personalcomputer der WHO stehe. Das Weihnachtsfest vergeht in eisiger Stimmung zwischen dem depressiven Faure und seiner Frau. Seine Eltern wiederum teilen ihm mit, dass ihr Konto laut Aussage der Bank im Minus steht. Faure verspricht, sich um den „Fehler“ zu kümmern. Er kauft Munition und einen Schalldämpfer.
Christine konfrontiert ihn schließlich mit ihren Befürchtungen. Sie glaubt, er habe seine Arbeit verloren, und klagt ihn an, sie belogen zu haben. Faure gibt an, manchmal nicht zu wissen, was er sage, weicht ihr ansonsten aber aus. Als sie schläft, erschlägt er sie. Am nächsten Morgen erschießt er seine beiden Kinder und sucht anschließend seine Eltern auf, die er ebenfalls umbringt. Am Abend holt er Marianne ab, mit der er angeblich zur Feier eines Medizin-Professors eingeladen ist. Nach mehrfachem Verfahren halten sie auf offener Strecke. Faure versucht, sie zu erwürgen, lässt jedoch von ihr ab, als sie ihn ihrer Kinder Willen um ihr Leben bittet. Er klagt sie an, Schuld an allem zu sein. Faure kehrt in sein Haus zurück, wo er schließlich Feuer legt. Er kann schwer verletzt aus dem brennenden Haus gerettet werden, die Leichen seiner Frau und der beiden Kinder werden abtransportiert.
In die Handlung zwischengeschaltet werden Aussagen von der Vernehmung von Luc und Marianne. Beide haben keine wesentliche Veränderung an Faure bemerkt und seine Vita nie hinterfragt. Luc gibt zu, vielleicht aber einfach nur ein schlechter Zuhörer gewesen zu sein.

## Produktion
Ein perfektes Leben basiert auf Emmanuel Carrères Roman L’adversaire, der in Deutschland unter den Titeln Amok und Der Widersacher erschienen ist. Dieser beruht auf der wahren Geschichte von Jean-Claude Romand, der 1993 seine Frau, die beiden Kinder und seine Eltern tötete. Bereits 2001 war das Sujet mit dem Drama Auszeit lose verfilmt worden.
Die Dreharbeiten fanden in Frankreich (u. a. Paris und Besançon) und in der Schweiz statt, hier unter anderem in der WHO-Zentrale in Genf sowie in Les Brenets (Haus der Faures). Die Kostüme schuf Nathalie du Roscoat – Daniel Auteuil wurde von Lanvin und François Cluzet von Cerruti eingekleidet –, die Filmbauten stammen von Véronique Barnéoud und Thierry Flamand. Das Filmbudget betrug rund 8,36 Millionen Euro.
Ein perfektes Leben erlebte am 25. Mai 2002 im Rahmen der Internationalen Filmfestspiele von Cannes seine Premiere. Er lief am 28. August 2002 in den französischen Kinos an, wo er von 1.055.166 Besuchern gesehen wurde. Im Mai 2003 erschien der Film in Frankreich auf DVD. In Deutschland wurde der Film erstmals am 29. Juni 2016 auf ARTE ausgestrahlt, wofür eine deutsche Synchronisation angefertigt wurde.

## Kritik
Comme au cinema schrieb, dass das Szenario trotz der Vorlage zu einer modernen und zeitlosen Tragödie geworden sei, einer Tragödie von einem fehlgeleiteten normalen Leben, die plötzlich vertraut und verstörend werde. L’Express lobt das Spiel Daniel Auteuils, an dem man das Resultat aus Faures Wahl zur neuen Identität erkenne: „Das Gesicht von Daniel Auteuil, einem fabelhaften Schauspieler, ist ein reines Augenblinzeln, ein abwesender Blick, ein Lachen, das sich nur aus einem Muskelreflex ergibt, perfekte Höflichkeit.“

## Auszeichnungen
Ein perfektes Leben lief 2002 im Wettbewerb um die Goldene Palme der Internationalen Filmfestspiele in Cannes. Der Film war zudem 2002 für einen Prix Louis Delluc nominiert.
Er erhielt 2003 drei César-Nominierungen: Daniel Auteuil wurde in der Kategorie Bester Hauptdarsteller nominiert, François Cluzet als Bester Nebendarsteller und Emmanuelle Devos als Beste Nebendarstellerin.